# El hilo de Penélope
El Hilo de Penélope es un libro de Emmanuel d’Hooghvorst, publicado por Éditions La Table d’Émeraude (París, 1996), en el que se recogen los principales artículos escritos por el autor.

## Cronología
Los artículos fueron escritos desde 1977 a 1996 de manera independiente, pero el conjunto forma un corpus hermeticum completo. Los distintos textos proceden de las revistas Le Fil d’Ariane, de La Tourbe des Philosophes y de La Puerta. Charles d’Hooghvorst escribió el prefacio a todo el conjunto y Bruno del Mármol lo ilustró. En 1998 se publicó el segundo tomo de los escritos de Emmanuel d’Hooghvorst, que consiste en una antología de textos alquímicos, con prefacio de Jean Christophe y Jeanne Lohest. Más adelante, Arola Editors publicó ambos tomos en castellano (el tomo I en el año 2000 y el tomo II en 2006), traducidos ambos por Jeanne Lohest.

## Los temas

### Los libros clásicos
La primera parte recoge la lectura hermética de grandes textos de la tradición universal: la Odisea de Homero, las Bucólicas y la Eneida de Virgilio, las Metamorfosis de Ovidio, La Divina Comedia de Dante y el Quijote de Cervantes. D’Hooghvorst dedicó siete estudios a la Odisea (titulados «El Hilo de Penélope» I, II, III, etc., que después dio nombre al conjunto del libro); de entre estos estudios destacamos la siguiente idea: ¿se ignora acaso que la Ilíada y la Odisea eran la Biblia de los griegos? ¿El código de su saber y de su verdad? ¿Acaso esta Biblia contenía sólo historias sin fundamento? ¿A quién se conseguiría convencer de ello? ¿Habrían atravesado milenios estos poemas sólo para venir a contarnos historias infantiles? Contemporáneo de aquellos egipcios hieráticos, cuya civilización entera tendía hacia el misterio de la regeneración, cien años después de Hiram y Salomón, ¿el autor de la Odisea no tenía que decir más que futilidades?

Nos parece que pensar esto sería pasar al lado de la realidad sin verla, como los rústicos pretendientes en presencia del dux Mentes. La poesía homérica es un himno a esta radiante humanidad, cuyos hombres formaban con los dioses una comunidad de vida y pensamiento que se encaminaba hacia la apoteosis del héroe divinizado. ¿Acaso no es éste el objeto de la tradición que nos viene de nuestro padre antiguo?

Siguen dos estudios sobre Virgilio y uno sobre Ovidio –hasta aquí todos relacionados con la mitología– y termina esta parte con un estudio sobre el Infierno de Dante y con otro sobre un soneto de Cervantes.

### Los cuentos tradicionales
Siguen a los estudios sobre los grandes maestros de la literatura clásica un análisis detallado de algunos cuentos tradicionales recogidos por Charles Perrault (1628-1703): El Gato con Botas, Riquete del Copete, Barba Azul y Piel de Asno. Emmanuel d’Hooghvorst construye los artículos en dos columnas, a la izquierda reproduce el cuento y reserva la columna de la derecha para comentar las escenas o palabras más importantes, en dichos comentarios demuestra que en estos cuentos se esconde el saber hermético más profundo. Escribe, por ejemplo, en la presentación de Piel de Asno:

Cuando los árboles hablaban, en aquel entonces, algún cabalista desconocido por nosotros se complació en componer Los cuentos de Mi Madre Oca, llamados también con mucho acierto “cuentos de nodrizas”, para divertir a los pequeños. No era necesario, pensamos, imaginar con Anatole France “un viejo fondo hindú” para justificar la inspiración de estos cuentos. La labor de la cábala química hace amanecer la misma experiencia bajo distintos cielos.

### Los tarots
En dos artículos sobre los tarots, d’Hooghvorst recupera el sentido original de este sistema adivinatorio y afirma que:

la intención de los antiguos imagineros era ver en los tarots la imagen de un cielo terrestre, llamado también firmamento o espejo de oro, sobre el que los profetas se han inclinado.

### La cábala
Según explicó Carlos del Tilo, Emmanuel d’Hooghvorst fue un:

Infatigable buscador, estudia con un rabino para aprender hebreo y arameo, también estudia árabe en la universidad de Bruselas. Más tarde se dedica a enseñar hebreo a un grupo de amigos a fin de estudiar con ellos los comentarios de los maestros de la cábala hebraica.

De estos cursos, d’Hooghvorst seleccionó algunos fragmentos que consideraba especialmente interesantes y los publicó bajo el nombre de Historias judías, en las que recogió algunos fragmentos de la exégesis hebraica –procedentes del Midrash Raba y del Zohar principalmente– y los glosó para encontrar a partir de ellos la raíz de todas las tradiciones.

### La alquimia
El primer tomo de El Hilo de Penélope se cierra con tres reflexiones sobre la alquimia (que el autor escribía con “y”) tituladas: «Rehaz el barro y cuécelo», «Reflexiones sobre el oro de los alquimistas» y «A propósito de la Turba Philosophorum».

## La alquimia
El segundo tomo está enteramente dedicado a esta tradición; consta de dos parte: la primera es una antología de textos alquímicos presentados, anotados y, en ocasiones, traducidos del latín por el barón d’Hooghvorst entre los años 1955 y 1994. Todos ellos fueron publicados en las revistas Inconnues (Lausana) y Le Fil d’Ariane (Bruselas). Los textos han sido ordenados según un criterio cronológico, comenzando por los más antiguos. Los prefacios y demás textos de Emmanuel d’Hooghvorst, con excepción de las notas, aparecen en cursiva. La segunda parte reproduce un ensayo sobre el Arte de la Alquimia de Emmanuel d’Hooghvorst, publicado en 1951 en la revista Inconnues. En el prefacio de esta obra, J.-C. y J. Lohest, relacionan la selección de autores clásicos de la alquimia con el hilo de Penélope, que aúna el conjunto de artículos de d’Hooghvorst:

Este hilo no es sino la luz de naturaleza, el hilo luminoso, el don de Dios, el espíritu del sol que ilumina en la noche, que permite al discípulo del Arte poder descubrir los enigmas y discernir las trampas en la elaboración de la piedra. [Y citan a d’Hooghvorst:] “La Naturaleza tiene una luz propia que nuestra vista no puede percibir, el cuerpo es para nuestros ojos la sombra de la naturaleza; por eso, cuando el hombre es iluminado por esta bella luz natural, todas las nubes se disipan y desaparecen ante nuestra vista, supera todas las dificultades, todas las cosas aparecen claras, presentes y manifiestas”.

## Los aforismos del nuevo mundo
En la segunda edición de El Hilo de Penélope I se incluyeron una serie de aforismos que d’Hooghvorst había escrito en silencio durante los últimos años de su vida pero que no dio a conocer hasta el final. Presentamos algunos:

3. Por la Isis encendiendo al Osiris despreciado, se ligó pensamiento vivo.

8. ¿Qué es nuestro oro? Es nuestro buen Pastor en química aparecido.

10. Esta escuela secreta es prisión de amor guardando este Grial. Llévame, dice este viento Mercurio, tengo virtud de decir el oro.

14. Todo está escrito en triste rito, allí donde todo es leído sin el Espíritu Santo.

15. Moisés, ¿qué Dios te conduce en el decir? Le vi cara a cara, desde una dulce cima que lo ligó.

20. Cocer a su Hermes leído despreciado en este mundo, hace crecer la cepa de los Sabios. ¡Sueña, buena fe!, un tesoro enterrado yace desconocido por la ciencia de los necios.

27. Admira el secreto de encender verdad: se pasó la sal de las noches, tal nido de amor se anima y luce. Es la escuela de las musas.

28. Aquél que miente no pesa.

41. La helada muerta no inicia en este Arte deletreándolo, y en Eneas negado, el ser divino del sentido se perdió al nacer.

42. Silencio de oro bendito deletreándose su saber, ¡qué desafíos de un genio!

48. De una caída celeste, Amor-Sal hizo un AS. Se palpa este sentido, cielo salándolo.

53. ¡Necios que pensáis Dios, encendedlo en vosotros!

75. Donde el amor tomó palabra, canta la edad de oro. ¡Qué viña, este Marte cocido donde se emborrachó Sileno! ¡Oro del todo puro!

83. Fatal I.N.R.I. ligado en el eje necio, imagina un Paraíso sin sexo. ¡Qué furia se cuece en este dolo revelado lobo! ¡Oh, el ser torturado!

91. Este aire yace: su fuego que fluye, ¡qué tierra líquida!

92. Este mercurio que luce es el alma misma de Osiris encendida en su lugar.

100. Este mundo se lee en palabras equívocas. Dite lo mezcla con vicio, vino condenado.

106. El necio vive todo en altura con vergüenza del trasero. El uso del mundo quiere reírse de este polo terminal. Es un excluido.

## El Hilo de PenélopeyEl Mensaje Reencontrado
En 1949, gracias a una reseña bibliográfica realizada por René Guénon en la revista Etudes Traditionnelles sobre El Mensaje Reencontrado de Louis Cattiaux, ambos personajes se ponen en contacto e inician una relación epistolar fecunda y continua que deriva en una íntima amistad. A Emmanuel d’Hooghvorst le debemos varios escritos sobre El mensaje Reencontrado que fueron recogidos por Raimon Arola en el libro Creer lo increíble o lo antiguo y lo nuevo en la historia de las religiones (Arola Editors, Tarragona, 2006) donde se recopilaron los artículos de Emmanuel d’Hooghvorst y su hermano Charles sobre El Mensaje Reencontrado. Para finalizar citamos las palabras que Charles d’Hooghvorst escribió sobre su hermano:

Estamos en deuda con él por haber tenido buen olfato en reconocer la autenticidad del mensaje profético de Louis Cattiaux, todavía inconcluso en 1949 y cuya primera edición parcial había sido publicada en 1946 en medio de la indiferencia general del público de habla francesa. El Mensaje Reencontrado es, ciertamente, el Mensaje de los hijos de Hermes Reencontrado. “¡Oh, qué mensaje reencontrado para leer aquí, en nuestra escuela!”. Louis Cattiaux se marchó discretamente en 1953, ignorado por sus contemporáneos, pero nos ha dejado su prodigiosa herencia. Los escritos de Emmanuel d’Hooghvorst, que ofrecemos para la meditación de los enamorados de la Santa Palabra, son un comentario iluminado de dicha obra.